# Edward Fitzgerald (Politiker)

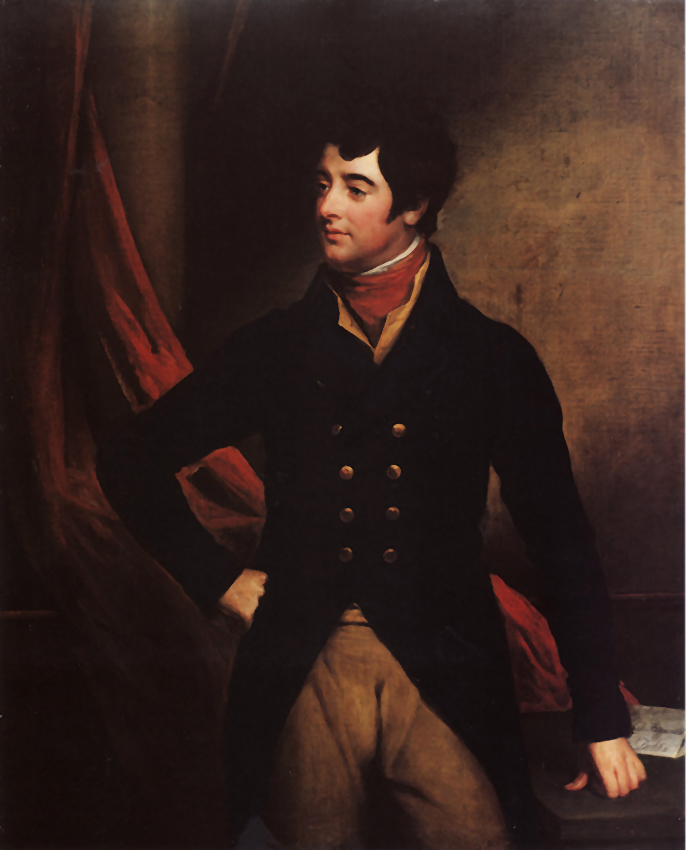
Lord Edward Fitzgerald, um 1797

Lord Edward Fitzgerald (irisch An Tiarna Éadbhard Mac Gearailt; * 15. Oktober 1763 in Carton House, Maynooth, County Kildare, Irland; † 4. Juni 1798 in Dublin, Irland) war ein irischer Adliger und Politiker, der im Zuge der Irischen Rebellion von 1798 ums Leben kam.

## Leben

### Kindheit und Jugend
Edward Fitzgerald wurde 1763 in Carton House, in der Nähe von Dublin, als fünfter Sohn von James FitzGerald, 1. Duke of Leinster geboren. Als Sohn eines Dukes führte er das Höflichkeitsprädikat Lord. Seine Mutter war Lady Emily Lennox, die Tochter von Charles Lennox, 2. Duke of Richmond. Als sein Vater 1773 starb, heiratete seine Mutter den Hauslehrer William Ogilvie, der sich um Lord Edwards Ausbildung kümmerte und ihn auf seine militärische Karriere vorbereitete.
Fitzgerald trat 1779 in die britische Armee ein und wurde Adjutant im Stab von Lord Rawdon im Amerikanischen Unabhängigkeitskrieg. Fitzgerald wurde bei seiner Teilnahme an der Schlacht von Eutaw Springs am 8. September 1781 schwer verwundet und 1782 aus Charleston evakuiert, als die Briten ihre Truppen aus der Stadt abzogen.
Von 1783 bis 1790 hielt Lord Edward Fitzgerald als Abgeordneter der Stadt Athy im County Kildare einen Sitz im Parliament of Ireland, den ihm sein Bruder, William FitzGerald, 2. Duke of Leinster, zugesprochen hatte. Im Parlament trat er auf die Seite der von Henry Grattan geführten oppositionellen Irish Patriot Party, ohne jedoch besonderen Anteil an den Debatten zu nehmen.
Ab dem Frühjahr 1786 besuchte Fitzgerald die Royal Military Academy Woolwich und wurde 1787 im Range eines Majors dem 54. Regiment in der kanadischen Provinz New Brunswick zugeteilt.
Im April 1789 wanderte Fitzgerald nur mit Hilfe eines Kompasses in 26 Tagen von Fredericton nach Quebec, eine Strecke von rund 280 Kilometern, die teilweise durch Indianerland führte. Dabei entdeckte er eine Route, die kürzer als die bisher genutzten Wege war. Eine weitere Expedition führte ihn den Mississippi hinunter bis nach New Orleans. Auf dem Weg dorthin lebte er in der Nähe von Detroit eine Weile bei Mohawk-Indianern, die ihn in ihren Stamm aufnahmen.

### Eintritt in die Politik
Mit der Protektion seines Bruders hielt Lord Edward Fitzgerald von 1790 bis 1798 erneut einen Sitz im Parliament of Ireland, diesmal für das County Kildare. Diesmal engagierte er sich jedoch mehr für die politische Arbeit, weshalb er auch das Angebot des britischen Premierministers William Pitt zurückwies, das Kommando für eine Expedition nach Cádiz zu übernehmen. Fitzgerald entwickelte ein enges Verhältnis zu seinem Cousin Charles James Fox, Richard Sheridan und anderen führenden Whigs, den liberalen Politikern dieser Zeit, die in Opposition zu den unter William Pitt regierenden konservativen Tories standen.
Sein Netzwerk zu den Whigs, in Verbindung mit seinen Erlebnissen im Kampf der Amerikaner um ihre Unabhängigkeit, führten zu Fitzgeralds Sympathie für die Inhalte der Französischen Revolution, die er kennen lernte, als er im Oktober 1792 Thomas Paine in Paris besuchte und dort die Debatten im Konvent miterlebte. Seine veröffentlichten Stellungnahmen, in denen er sich für die schnelle Abschaffung von ererbten Titeln und feudalen Klassenunterschieden aussprach, führten zu seinem Ausschluss aus der Britischen Armee.
In Paris lernte Lord Edward Fitzgerald seine Frau Stephanie Caroline Anne Syms († 1831) kennen, die er am 27. Dezember 1792 in Tournai heiratete, und mit der er 1793 nach Irland zurückkehrte.
Als Fitzgerald 1793 seinen Platz im Irischen Parlament wieder einnahm, war in Irland der Einfluss der revolutionären Society of United Irishmen inzwischen gewachsen, sie war jedoch durch den Ausbruch des Krieges zwischen Großbritannien und Frankreich weitestgehend in den Untergrund getrieben worden. Mit seinen noch frischen Eindrücken aus dem Konvent in Paris, stellte er sich recht schnell auf ihre Seite, trat ihr jedoch erst 1796 bei. Zu diesem Zeitpunkt war bereits klar, dass das Ziel der United Irishmen nur die Errichtung einer unabhängigen Irischen Republik sein konnte.

### Vorbereitung der Rebellion von 1798
Als sich Theobald Wolfe Tone im Mai 1796 in Paris aufhielt, um für die französische Unterstützung eines Aufstandes in Irland zu werben, reiste Fitzgerald nach Hamburg, um dort mit dem für die Hansestädte zuständigen Vertreter des Direktoriums, Karl Friedrich Reinhard, zu verhandeln. Die Regierung in London war durch Spitzel über Fitzgeralds Aktivitäten in Hamburg informiert. Dennoch führten seine Verhandlungen zu dem am 22. Dezember 1796 gescheiterten Versuch der Franzosen, eine 15.000 Mann starke Armada unter General Lazare Hoche in der irischen Bantry Bay anzulanden.
Ebenfalls durch Spitzeldienste war die britische Regierung im September 1797 darüber informiert, dass Lord Edward Fitzgerald zu den verschwörerischen Kreisen der United Irishmen gehörte, die eine militärische Organisation aufbauten, in der er selbst den Posten eines Obersten des Regiments in Kildare innehatte. In den Diskussionen innerhalb der Führungsschicht der United Irishmen war Fitzgerald einer der Vertreter, die ein schnelles Zuschlagen gegen die Engländer bevorzugten, anstatt auf die Hilfe des revolutionären Frankreichs zu warten.
Als in einer ersten Verhaftungsaktion am 12. März 1798 etliche Anführer der United Irishmen von den Briten festgenommen wurden, konnte Lord Edward Fitzgerald noch entkommen, weil er zuvor gewarnt worden war. Zunächst zögerte die Regierung überdies vor der öffentlichen Wirkung einer Verhaftung des Adligen Fitzgerald. Als jedoch am 30. März 1798 das Kriegsrecht über Irland verhängt wurde, und sich die United Irishmen zur Umsetzung ihrer Pläne auch ohne französische Hilfe gezwungen sahen, machte ihn seine gesellschaftliche Stellung zu einem der wichtigsten Führer der United Irishmen, die noch auf freiem Fuß waren. Am 9. Mai 1798 setzte Dublin eine Belohnung in Höhe von 1000 Pfund Sterling zur Ergreifung Fitzgeralds aus, der sich seit dem 12. März versteckt gehalten hatte.
Der Beginn des Aufstands war inzwischen auf den 23. Mai 1798 festgesetzt worden und Lord Edward Fitzgerald wartete auf diesen Tag in seinem Versteck in einem Haus in der Thomas Street in Dublin. Sein Aufenthaltsort wurde jedoch verraten, so dass er dort von einer britischen Militäreinheit am 18. Mai 1798 überwältigt werden konnte. In einem kurzen Handgemenge erstach Fitzgerald einen Offizier, und verwundete einen zweiten tödlich, erhielt jedoch auch selbst eine Schussverletzung an der Schulter. Nach einem kurzen Arrest in Dublin Castle, wurde er in das Newgate-Gefängnis überstellt, wo er am 4. Juni 1798 an den Folgen seiner Verletzung starb.
Den Beginn der Rebellion erlebte er somit nicht mehr. Lord Edward Fitzgerald wurde auf dem Friedhof der St. Werburgh’s Church in Dublin begraben.